# Claudia Corbani
Claudia Corbani (Milano, 22 aprile 1978) è un'ex cestista italiana.
Guardia di 178 cm, ha giocato da diverse stagioni in Serie A1 e nelle coppe europee con Parma.

## Carriera
Sin dal 1994-'95 la Corbani è in forza alla Lavezzini Parma, con cui gioca quattro edizioni di Coppa Ronchetti, due di Eurolega e due di Eurocoppa; ha disputato quest'ultima competizione anche con Taranto.
Nella massima serie ha vestito le maglie di Parma, La Spezia, Alessandria, Taranto e Priolo. Ha inoltre conquistato due promozioni nella massima serie con Pontedera e Lucca .
Dopo 3,2 punti in 21,4 minuti a Priolo, rientra a Parma.

## Statistiche

### Presenze e punti nei club
Statistiche aggiornate al 4 maggio 2011
| Stagione        | Squadra                | Competizione | Partite | Partite | Partite | Statistiche tiro | Statistiche tiro | Statistiche tiro | Altre statistiche | Altre statistiche | Altre statistiche | Altre statistiche | Altre statistiche |
| Stagione        | Squadra                | Competizione | Pres.   | Titol.  | Minuti  | Tiri da 2        | Tiri da 3        | Liberi           | Rimb.             | Assist            | Rubate            | Stopp.            | Punti             |
| --------------- | ---------------------- | ------------ | ------- | ------- | ------- | ---------------- | ---------------- | ---------------- | ----------------- | ----------------- | ----------------- | ----------------- | ----------------- |
| 2003-2004       | Meverin Parma          | Serie A1     | 27      | 2       | 473     | 38/104           | 3/12             | 22/29            | 45                | 5                 | 20                | 0                 | 107               |
| 2004-gen. '05   | Copra Alessandria      | Serie A1     | 15      | 0       | 415     | 40/114           | 3/16             | 33/49            | 55                | 7                 | 21                | 0                 | 122               |
| gen. '05-2005   | Termocarispe La Spezia | Serie A1     | 15      | 0       | 206     | 11/26            | 2/2              | 6/8              | 24                | 1                 | 17                | 0                 | 34                |
| 2005-2006       | Stem Marine Parma      | Serie A1     | 16      | 5       | 371     | 25/61            | 3/15             | 16/22            | 38                | 2                 | 30                | 3                 | 75                |
| 2006-2007       | Lavezzini Parma        | Serie A1     | 33      | 10      | 648     | 27/89            | 12/44            | 26/37            | 81                | 29                | 48                | 8                 | 116               |
| 2007-2008       | Levoni Taranto         | Serie A1     | 28      | 1       | 314     | 11/49            | 4/18             | 11/17            | 42                | 10                | 16                | 0                 | 45                |
| 2008-2009       | Castellani Pontedera   | Serie A2     | 31      | 28      | 863     | 84/173           | 13/54            | 69/95            | 170               | 31                | 79                | 3                 | 276               |
| 2009-2010       | Ducato Lucca           | Serie A2     | 37      | 37      | 1170    | 129/271          | 10/44            | 96/125           | 214               | 61                | 106               | 4                 | 384               |
| 2010-2011       | Erg Priolo             | Serie A1     | 25      | 19      | 535     | 26/61            | 1/3              | 26/35            | 73                | 21                | 33                | 0                 | 81                |
| Totale carriera |                        |              |         |         |         |                  |                  |                  |                   |                   |                   |                   |                   |

## Palmarès
- Coppa Ronchetti: 1
Parma: 1999-2000
- Promozioni dalla Serie A2 alla Serie A1: 2
Pontedera: 2008-09; Lucca: 2009-10